# Мартін Крейні
Мартін Крейні (англ. Martin Cranie, нар. 23 вересня 1986, Йовіл) — англійський футболіст, що грав на позиції захисника.
Виступав, зокрема, за клуби «Ковентрі Сіті» та «Барнслі», а також молодіжну збірну Англії.

## Клубна кар'єра
Народився 23 вересня 1986 року в місті Йовіл. Вихованець футбольної школи клубу «Саутгемптон». Дорослу футбольну кар'єру розпочав 2004 року в основній команді того ж клубу, в якій того року взяв участь у 3 матчах чемпіонату. 
Згодом з 2004 по 2009 рік грав у складі команд «Борнмут», «Саутгемптон», «Йовіл Таун», «Портсмут», «КПР»,та «Чарльтон Атлетик».
Своєю грою за останню команду привернув увагу представників тренерського штабу клубу «Ковентрі Сіті», до складу якого приєднався 2009 року. Відіграв за клуб з Ковентрі наступні три сезони своєї ігрової кар'єри. Більшість часу, проведеного у складі «Ковентрі Сіті», був основним гравцем захисту команди.
У 2012 році уклав контракт з клубом «Барнслі», у складі якого провів наступні три роки своєї кар'єри гравця.  Граючи у складі «Барнслі» також здебільшого виходив на поле в основному складі команди.
Протягом 2015—2019 років захищав кольори клубів «Гаддерсфілд Таун», «Мідлсбро» та «Шеффілд Юнайтед».
Завершив ігрову кар'єру у команді «Лутон Таун», за яку виступав протягом 2019—2021 років.

## Виступи за збірні
У 2003 році дебютував у складі юнацької збірної Англії (U-20), загалом на юнацькому рівні взяв участь у 1 іграх.
Протягом 2007–2009 років залучався до складу молодіжної збірної Англії. На молодіжному рівні зіграв у 16 офіційних матчах, забив 1 гол.